# Udra ben Abd Allah al-Fihri
Udra ibn Abd Allah al-Fihri, en arabe عُذرة بن عبد الله الفهري, fut un militaire et wali (gouverneur) d'al-Andalus entre décembre 725 et février 726 pour le compte du Califat Omeyyade. Très proche de son prédécesseur Anbasa ibn Suheym al-Kalbi, il lui succède après le décès de ce dernier à la suite d'une opération militaire en Gaule. S'imposant en Septimanie et sa capitale Narbonne (Arbuna pour les Omeyyades), il parvient à prendre le pouvoir dans tout la péninsule ibérique. Son règne ne dure que quelques mois. Yahya ibn Salama al-Kalbi lui succède.